# Stephen Levinson
Stephen Curtis Levinson (6 de dezembro de 1947) é um linguista britânico conhecido por seu trabalho no campo da pragmática. Influenciado por Paul Grice e Erving Goffman, desenvolveu, com Penelope Brown, a teoria da polidez. Também realiza pesquisas em aquisição de linguagem, relatividade linguística, língua e espaço, sociabilidade humana e cultura e evolução.